# Giovanni Orlandi (filologo)
Giovanni Orlandi (Milano, 11 settembre 1938 – Milano, 13 novembre 2007) è stato un latinista, medievista e filologo italiano, professore all'Università degli Studi di Milano.

## Biografia
Nato a Milano, dopo gli studi al liceo Parini frequentò l'Università degli Studi, laureandosi in lettere nel 1962, allievo di Giuseppe Martini.
Dopo la laurea, godette di assegni di ricerca fino al 1969, quando divenne professore incaricato di Letteratura latina medievale presso lo stesso Ateneo. Tra il 1964 e il 1965 trascorse un anno a Monaco di Baviera, dove studiò sotto Bernhard Bischoff, e tra il 1964 e il 1968 fu assistente volontario presso la sua alma mater. Ottenuta la libera docenza nel 1971, nel 1975 fu chiamato come professore straordinario dall'Università della Calabria. Nel 1977 tornò a Milano come professore ordinario, detenendo la qualifica e insegnando Letteratura latina medievale e umanistica fino al ritiro dall'insegnamento, nel 2005.
È stato vice-presidente della Società Internazionale per lo Studio del Medioevo Latino e membro del comitato scientifico della Fondazione Ezio Franceschini.
Morì nel 2007, in seguito a una rapida malattia.

## Vita privata
Era sposato con Isabella Gualandri (dal 1976 al 2010 Professore ordinario di Letteratura latina presso l'Università degli studi di Milano), ed era fratello del coptologo Tito Orlandi (professore emerito dell'Università di Roma «La Sapienza» e socio nazionale dell'Accademia dei Lincei).

## Attività di ricerca
Orlandi studiò la produzione letteraria latina dall'epoca tardoantica e lungo tutto il Medioevo, spingendosi fino all'Umanesimo e al Rinascimento. Pubblicò edizioni critiche e/o commentate del De architectura di Leon Battista Alberti (con Paolo Portoghesi); degli escerti dalle Clementine, nella traduzione latina di Rufino di Aquileia, di Giovanni Immonide, Gauderico di Velletri e Leone Marsicano; delle epistole prefatorie di Aldo Manuzio (con Carlo Dionisotti); delle commedie elegiache mediolatine Baucis et Traso e Lidia, quest'ultima di Arnolfo di Orléans (con Isabella Gualandri); dell'opera storica di Rodolfo il Glabro (con Guglielmo Cavallo); e delle Collationes di Pietro Abelardo (con John Marenbon). E, in più, circa un centinaio di scritti minori, tra cui numerose recensioni critiche e contributi incentrati su problemi tecnici della filologia e della trasmissione dei testi latini. Curò, inoltre, l'edizione italiana di una importante monografia di Eimar Löfstedt sul latino tardo.
A partire dagli anni '60, grazie a un impulso di Ignazio Cazzaniga, Orlandi cominciò a interessarsi della Navigatio sancti Brendani, un testo agiografico-fantastico-narrativo scritto in latino medievale, in area irlandese, che nel corso della storia ha goduto di una fortuna sconfinata. Cominciò dunque un lunghissimo lavoro di ricognizione della tradizione manoscritta, producendo un volume prefatorio nel 1968. L'edizione critica, a cui attese per tutta la vita, ha infine visto la luce postuma, per le cure della sua allieva Rossana Guglielmetti.

## Opere principali

### Monografie ed edizioni di testi
Si includono le edizioni critiche di due commedie latine medievali – Baucis et Traso (Orlandi) e Arnolfo, Lidia (Gualandri - Orlandi) –, pure pubblicate all'interno di opere miscellanee.
- Leon Battista Alberti, L'architettura, a cura di G. O. e Paolo Portoghesi, traduzione di G. O., Milano, Edizioni Il Polifilo, 1989  [1966].
- Ioannis Hymmonidis, Gauderici Veliterni e Leonis Ostiensis, Excerpta ex Clementinis recognitionibus a Tyrannio Rufino translatis, Milano – Varese, Istituto Editoriale Cisalpino, 1968.
- G. O., Navigatio santi Brendani, I: Introduzione, Milano – Varese, Istituto Editoriale Cisalpino, 1968.
- Carlo Dionisotti e G. O. (a cura di), Aldo Manuzio editore. Dediche, prefazioni, note ai testi, Milano, Edizioni Il Polifilo, 1975.
- G. O., Baucis et Traso, in Commedie latine del XII e XIII secolo, III, Genova, Istituto di Filologia Classica e Medievale, 1980,  pp. 245-303.
- G. O. e Isabella Gualandri, Arnolfo di Orléans. Lidia, in Commedie latine del XII e XIII secolo, VI, Genova, D.AR.FI.CL.ET, 1998,  pp. 111-318.
- Rodolfo il Glabro, Cronache dell'anno Mille (Storie), a cura di G. O. e Guglielmo Cavallo, 8ª ed., Milano, Fondazione Lorenzo Valla - Arnoldo Mondadori editore, 2005  [1989], ISBN 88-04-29883-9.
- Peter Abelard, Collationes, a cura di G. O. e John Marenbon, Oxford, Clarendon Press, 2001, DOI:10.1093/actrade/9780198205791.book.1, ISBN 978-01-98-20579-1.
- G. O. (†) e Rossana E. Guglielmetti (a cura di), Navigatio sancti Brendani. Alla scoperta dei segreti meravigliosi del mondo, traduzione di G. O. (†), Firenze, SISMEL – Edizioni del Galluzzo, 2014, ISBN 978-88-8450-556-9.
- G. O. (†) e Rossana E. Guglielmetti (a cura di), Navigatio sancti Brendani. Editio maior, Firenze, SISMEL – Edizioni del Galluzzo, 2017, ISBN 978-88-8450-801-0.

### Scritti minori
- Giovanni Orlandi, Scritti di filologia mediolatina, a cura di Paolo Chiesa, Anna Maria Fagnoni, Rossana E. Guglielmetti e Giovanni Paolo Maggioni, Firenze, SISMEL – Edizioni del Galluzzo, 2008, ISBN 978-88-8450-284-1. Il volume contiene:
  -  G. O., Problemi di ecdotica alto-medievale, in La cultura in Italia fra Tardo Antico e Alto Medioevo. Atti del Convegno tenuto a Roma, Consiglio nazionale delle ricerche, dal 12 al 16 novembre 1979, Roma, Herder, 1981,  pp. 333-56.
  -  G. O., Pluralità di redazioni e testo critico, in Claudio Leonardi (a cura di), La critica del testo mediolatino. Atti del Convegno (Firenze 6-8 dicembre 1990), Spoleto, CISAM, 1994,  pp. 79-115.
  -  G. O., Apografi e pseudo-apografi nella «Navigatio sancti Brendani» e altrove, in Filologia Mediolatina, vol. 1, 1994,  pp. 1-35.
  -  G. O., Perché non possiamo non dirci lachmanniani, in Filologia Mediolatina, vol. 2, 1995,  pp. 1-42.
  -  G. O., «Recensio» e apparato critico, in Filologia Mediolatina, vol. 4, 1997,  pp. 1-42.
  -  G. O., Metrica e statistica linguistica come strumenti nel metodo attributivo, in Filologia Mediolatina, vol. 6-7, 1999-2000,  pp. 9-31.
  -  G. O., Problemi di metodo editoriale in testi filosofici, in Marialuisa Baldi, Barbara Faes De Mottoni (a cura di), Edizioni e traduzioni di testi filosofici. Esperienze di lavoro e riflessioni. Atti del Convegno, Milano (9-10 novembre 2004), Milano, Franco Angeli, 2006,  pp. 23-40, ISBN 978-88-46-47568-8.
  -  G. O., Lo scriba medievale e l'«emendatio», in Filologia Mediolatina, vol. 14, 2007,  pp. 57-83.
  -  G. O., Errore, corruttela, innovazione, in Filologia Mediolatina, vol. 15, 2008,  pp. 1-18.
  -  G. O., Il codice di Troyes: aspetti linguistici, in Codex Trecensis. La «Regola pastorale» di Gregorio Magno in un codice del VI-VII secolo, vol. 2, Firenze, SISMEL – Edizioni del Galluzzo, 2005,  pp. 101-11, ISBN 88-8450-169-5.
  -  G. O., Riflessioni su aspetti del latino merovingio, in Aevum, vol. 80, n. 2, 2006,  pp. 333-52.
  -  G. O., Metrica ‘medievale’ e metrica ‘antichizzante’ nella commedia elegiaca: la tecnica versificatoria del «Miles Gloriosus» e della «Lidia», in Roberto Cardini et all. (a cura di), Tradizione classica e letteratura umanistica. Per Alessandro Perosa, vol. 1, Roma, Bulzoni, 1985,  pp. 1-16.
  -  G. O., Caratteri della versificazione dattilica, in Claudio Leonardi, Enrico Menestò (a cura di), Retorica e poetica tra i secoli XII e XIV, Perugia – Firenze, Regione dell'Umbria – La Nuova Italia, 1988,  pp. 151-69.
  - (EN) G. O., Metrical Problems in Tropes, in Claudio Leonardi, Enrico Menestò (a cura di), La tradizione dei tropi liturgici. Atti dei Convegni sui tropi liturgici, Parigi (15-19 ottobre 1985) - Perugia (2-5 settembre 1987), organizzati dal ‘Corpus troporum’, sotto l’egida dell’European Science Foundation, Spoleto, CISAM, 1990,  pp. 183-96.
  - (EN) G. O., Hexameter in the «Aetas Horatiana», in Michael W. Herren et all. (a cura di), Latin Culture in the Eleventh Century. Proceedings of the Third International Conference on Medieval Latin Studies, Cambridge, September, 9-12, 1998, vol. 2, Turnhout, Brepols, 2002,  pp. 240-57, ISBN 978-25-03-51255-6.
  -  G. O., L'influsso del volgare sull'accento latino nella poesia ritmica medievale, in Filologia Mediolatina, vol. 13, 2006,  pp. 91-102.
  -  G. O., Recensione: T. Janson, Prose Rhythm in Medieval Latin from the 9th to the 13th Century, Stock- holm, Almqvist & Wiksell, 1975, in Studi Medievali, vol. 19, n. 2, 1978,  pp. 701-18.
  - (EN) G. O., «Clausolae» in Gildas's «De excidio Britanniae», in Michael Lapidge, Michael D. Dumville (a cura di), Gildas: New Approaches, Woodbridge, Boydell Press, 1984,  pp. 129-49.
  -  G. O., Le statistiche sulle clausole della prosa. Problemi e risposte, in Filologia Mediolatina, vol. 5, 1998,  pp. 1-35.
  -  G. O., Clausole ritmiche e clausole metriche nelle «Familiari» del Petrarca, in Claudia Berra (a cura di), Motivi e forme delle Familiari di Francesco Petrarca – Gargnano del Garda, 2-5 ottobre 2002, Milano, Cisalpino, 2003,  pp. 291-321.
  - (EN) G. O., Metrical and Rhythmical Clausulae in Medieval Latin Prose: Some Aspects and Problems, in Tobias Reinhardt et all. (a cura di), Aspects of the Language of Latin Prose, Oxford, Oxford University Press, 2005,  pp. 395-412.
  -  G. O., Recensione: Marco Valerio, Bucoliche, a c. di F. Munari, Firenze, Le Monnier, 1970, in La Parola del Passato, vol. 138, 1971,  pp. 221-32.
  -  G. O., Recensione: The Carmen de Hastingae proelio of Guy Bishop of Amiens, edited by Catherine Morton and Hope Muntz, Oxford, Clarendon Press, 1972, in Studi Medievali, vol. 13, n. 1, 1972,  pp. 196-222.
  -  G. O., Recensione: Theobaldi Physiologus, edited with Introduction, Critical Apparatus, Translation and Commentary by P. T. Eden, Leiden-Köln, E. J. Brill, 1972, in Studi Medievali, vol. 14, n. 2, 1973,  pp. 902-22.
  -  G. O., Doppia redazione nei «Carmina minora» di Ildeberto?, in Studi Medievali, vol. 15, n. 2, 1974,  pp. 1019-49.
  -  G. O., Note sul «De magnalibus Mediolani» di Bonvesin da la Riva. A proposito di un'edizione recente, in Studi Medievali, vol. 17, n. 2, 1976,  pp. 863-906. Contributo - recensione a Bonvesin da la Riva, De magnalibus Mediolani – Le meraviglie di Milano, a cura di Maria Corti, Giuseppe Pontiggia, Milano, Bompiani, 1974.
  -  G. O., Recensione: Anonymi Leidensis De situ orbis libri duo, edidit Riccardo Quadri, Patavii, in aedibus Antenoreis, 1974, in Studi Medievali, vol. 17, n. 1, 1976,  pp. 239-49.
  -  G. O., Recensione: Luigi Castagna, I bucolici latini minori. Una ricerca di critica testuale, Firenze, Olschki, 1976, in Studi Medievali, vol. 17, n. 2, 1976,  pp. 734-8.
  -  G. O., Recensione: Uguccione da Pisa, De dubio accentu. Agiographia. Expositio de symbolo apostolorum, a cura di G. Cremascoli, Centro Italiano di Studi sull’Alto Medioevo, Spoleto, 1978, in Aevum, vol. 53, n. 2, 1979,  pp. 395-8.
  -  G. O., Recensione: David A. Traill, Walahfrid Strabo’s Visio Wettini: Text, Translation, and Commentary, Bern-Frankfurt/M., H. Lang - P. Lang, 1974, in Studi Medievali, vol. 20, n. 1, 1979,  pp. 192-9.
  -  G. O., Recensione: Maria A. H. Maestre Yenes, Ars Iuliani Toletani episcopi. Una gramática latina de la España visigoda. Estudio y edición crítica, Toledo, 1973, in Studi Medievali, vol. 20, n. 2, 1979,  pp. 679-82.
  -  G. O., «Minima Abaelardiana». Note sul testo dell'«Historia calamitatum», in Res Publica Litterarum, vol. 3, 1980,  pp. 131-8.
  -  G. O., Recensione: The Poems of Walter of Wimborne, ed. A. G. Rigg, Toronto, Pontifical Institute of Mediaeval Studies, 1978, in Aevum, vol. 56, n. 2, 1982,  pp. 312-22.
  -  G. O., Un dilemma editoriale: ortografia e morfologia nelle «Historiae» di Gregorio di Tours, in Filologia Mediolatina, vol. 3, 1996,  pp. 35-71.
  -  G. O., Recensione: Bucolica aetatis Romanae posterioris et aevi Carolini – Hirtengedichte aus spätrömischer und karolingischer Zeit. Marci Aurelii Olympii Nemesiani Bucolica vel Eclogae, Severi Sancti Endelechii De mortibus boum, Modoini Eclogae, adiectum est Poetae ignoti Carmen bucolicum Gaddianum. Edidit, transtulit, adnotationibus criticis atque exegeticis instruxit Dietmar Korzeniewski, Darmstadt, Wissenschaftliche Buchgesellschaft, 1976, in Maia, vol. 34, 1982,  pp. 276-8.
  -  G. O., Contributo sul testo di Bellino Bissolo, in Kontinuität und Wandel. Lateinische Poesie von Naevius bis Baudelaire. Franco Munari zum 65. Geburtstag, Hildesheim, Weidmannsche Verlagsbuchhandlung, 1986,  pp. 486-530.
  -  G. O., Testi cassiodorei e moderni editori, in Sandro Leanza (a cura di), Flavio Magno Aurelio Cassiodoro. Atti della settimana di studi Cosenza-Squillace 19-24 settembre 1983, Napoli, Rubbettino, 1986,  pp. 135-53.
  - (EN) G. O., Some Afterthoughts on the «Carmen de Hastingae proelio», in Renée I. A. Nip et all. (a cura di), Media Latinitas. A Collection of Essays to Mark the Occasion of the Retirement of L. J. Engels, Steenbrugge – Turnhout, Brepols, 1996,  pp. 117-27, ISBN 978-25-03-50478-0.
  - (EN) G. O., «Scriptores Celtigenae» I-III and Textual Criticism, in Claudio Leonardi, G. O. (a cura di), Biblical Studies in the Early Middle Ages - Proceedings of the Conference on Biblical Studies in the Early Middle Ages, Università degli Studi di Milano - Società Internazionale per lo Studio del Medioevo Latino, Gargnano on Lake Garda, 24-27 June 2001, Firenze, SISMEL – Edizioni del Galluzzo, 2005,  pp. 309-21, ISBN 88-8450-125-3.

Tra le altre pubblicazioni:
- G. O., Vita sancti Mennatis, opera inedita di Leone Marsicano, in Rendiconti dell'Istituto Lombardo. Classe di Lettere, vol. 97, 1963,  pp. 467-90.
- G. O., Recensione: G. Ostrogorsky, Storia dell’impero bizantino, trad. it. (Torino, 1968), in Nuova rivista storica, vol. 52, 1968,  p. 496.
- G. O., Sul testo della Vita Genovefae (redazione III), in Acme, vol. 23, n. 1, 1970,  pp. 165-73.
- G. O., Appendice bibliografica, in Eimar Löfstedt, Il latino tardo. Aspetti e problemi, a cura di G. O., traduzione di Carmen Giorgetti Cima, Brescia, Paideia, 1980,  pp. 285-344, ISBN 978-88-39-40722-1.
- G. O., Nota del curatore italiano, in Eimar Löfstedt, Il latino tardo. Aspetti e problemi, a cura di G. O., traduzione di Carmen Giorgetti Cima, Brescia, Paideia, 1980,  pp. 345-9, ISBN 978-88-39-40722-1.
- G. O., Temi e correnti nelle leggende di viaggio dell’occidente latino alto-medievale, in Popoli e paesi nella cultura altomedievale, Spoleto, CISAM, 1983,  pp. 523-75.
- G. O., Ezio Franceschini, in Rendiconti dell'Istituto Lombardo. Parte generale, vol. 120, 1986 [ma 1988],  pp. 115-27.
- G. O., Un ponte nell'endecasillabo, in Rendiconti dell'Istituto Lombardo. Classe di Lettere, vol. 125, 1991,  pp. 129-39.
- G. O., San Brendano, Gualtiero di Châtillon e Bernhard Bischoff, in Rendiconti dell'Istituto Lombardo. Classe di Lettere, vol. 128, 1994,  pp. 425-90.
- G. O., Navigatio sancti Brendani, in Lexicon des Mittelalters, vol. 6.5, Münich – Zürich, Artemis / LexMA, 1993,  pp. 1063-6.
- G. O., Considerazioni sulla tradizione manoscritta della Navigatio sancti Brendani, in Filologia Mediolatina, vol. 9, 2002,  pp. 51-75.
- G. O., L'isola paradisiaca di san Brendano: in America o vicino a casa?, in Itineraria, vol. 1, 2002,  pp. 89-112.
- G. O., Latino e volgari nell’Occidente medievale, in Piero Boitani et all. (a cura di), Lo spazio letterario del Medioevo, 2. Il Medioevo volgare, Roma, Salerno Editrice, 2002,  pp. 267-303.
- G. O., Considerazioni sulla trasmissione del testo, in Ilaria Pagani (a cura di), Epistolario di Abelardo ed Eloisa, Torino, UTET, 2004,  pp. 55-66, ISBN 978-88-51-12753-4.
- G. O., Lupo di Ferrières e la saggezza epistolare, in Filologia Mediolatina, vol. 11, 2004,  pp. 99-122.
- Peter Dronke – G. O., New Works by Abelard and Heloise?, in Filologia Mediolatina, vol. 12, 2005,  pp. 123-77 [146-77].